# معاملة المثليين في فيكتوريا
يتمتع الاشخاص المثليون والمثليات ومزدوجو التوجه الجنسي والمتحولون جنسياً (اختصاراً: مجتمع الميم) في الولاية الأسترالية فيكتوريا بالحقوق القانونية ذاتها التي يتمتع بها غيرهم من المغايرين جنسيا.

## قانونية النشاط الجنسي المثلي
كان الجنس من الدبر جريمة في فيكتوريا من عام 1958 حتى ديسمبر 1980، عندما ألغت حكومة روبرت هامر الليبرالية قوانين السدومية في الولاية، وقد بقيت عقوبة الإعدام بسبب السدومية في قوانين فيكتوريا حتى عام 1949.
تم تمرير القانون في تصويت (72-7)، ودخل حيز التنفيذ في مارس 1981. تم تحديد السن القانونية للنشاط الجنسي المثلي على 18 عاما. ومع ذلك، تم إدراج صياغة فقرة «الالتماس لأغراض غير أخلاقية» من قبل الليبراليين المنشقين، والتي واصلت الشرطة بها مضايقة الرجال المثليين حتى أواخر الثمانينات.
بدأ نشطاء المثليين في أستراليا في فيكتوريا، وخاصة في ملبورن. كانت بنات بيليتس (أستراليا) ومقرها ملبورن، والتي كانت مستوحاة من منظمة بنات بيليتس الأمريكية، أول منظمة سياسية للمثليين في أستراليا، رغم أنها لم تدم طويلاً. تبع ذلك من قبل منظمة حقوق المثليين جمعية خمسة، والتي شكلت في عام 1971. وقد تم إنشاء منظمات حقوق إضافية، بما في ذلك التحالف لإصلاح قانون المثلية في عام 1975 و«مجموعة المثليين المعلمين» في أواخر عقد السبعينات، وكلاهما كان مقرهما أيضا في ملبورن.
راقب مجتمع المثليين الفيكتوريين الأحداث في أستراليا الجنوبية المحيطة بإلغاء تجريم المثلية الجنسية التي حدثت بين عامي 1972 و 1975. في عام 1976، ذكرت صحيفة «ذي إيج» أن الشرطة قد استخدمت الطعم للقيام بعمليات اعتقال جماعي في شاطئ بلاك روك في فيكتوريا والتي أثارت غضب مجتمع المثليين، وأصبحت قضية اهتمام الجمهور على نطاق واسع. في خضم عاصفة الاحتجاج والنقاش، ظهر دعم واسع النطاق لإزالة تجريم النشاط الجنسي المثلي بين الرجال داخل التيار السياسي الرئيسي.
وقد تم مساواة السن القانونية للنشاط الجنسي المثلي على عمر 16 سنة في عام 1991 بموجب «قانون الجرائم (الجرائم الجنسية) 1991».

### إلغاء انتقال فيروس نقص المناعة البشرية
في أبريل 2015، أعلنت حكومة دانيال أندروز أنها ستلغي القسم 19أ من قانون الجرائم، وهو قانون ينص على عقوبات لانتقال فيروس نقص المناعة البشرية المتعمد تصل أقساها إلى السجن لمدة 25 عامًا، على عكس العقوبة القصوى على القتل غير العمد التي تبلغ 20 عامًا. كنتيجة للإصلاح، يُنظر الآن إلى العدوى المتعمدة لفيروس نقص المناعة البشرية ضمن الجرائم الجنائية الحالية مثل «التسبب في إصابة خطيرة». مرر البرلمان الفيكتوري قانون «تعديل الجرائم (إلغاء القسم 19أ) 2015» في 28 مايو 2015، وحصل على الموافقة الملكية في 2 حزيران 2015، ودخل مباشرة حيز التنفيذ.

### برنامج إلغاء الإدانات التاريخية
كانت فيكتوريا أول ولاية في البلاد تصدر تشريعًا يُنشئ برنامج إلغاء الإدانات التاريخية لجرائم المثلية التي لم تعد جريمة جنائية. كان التشريع أحد القوانين النهائية لحكومة دنيس نابثين، وأقره البرلمان بدعم من الحزبين الرئيسين في 15 أكتوبر 2014. دخل البرنامج حيز التنفيذ في 1 سبتمبر 2015، ومنذ ذلك التاريخ يمكن للفرد أو لممثل مناسب للشخص المتوفى التقدم بطلب لإلغاء الإدانات التاريخية لممارسة الجنس المثلي، والتي لم تعد جريمة جنائية.
يمكن تقديم طلبات لإلغاء الإدانة إلى أمين وزارة العدل والتنظيم. بعد شطب الإدانة، يمكن للفرد أن يدعي عدم إدانته أو إدانته بارتكاب تلك الجريمة، مما يضمن عدم مطالبته بالكشف عن هذه المعلومات وعدم ظهور الإدانة في فحص سجلات الشرطة. بدون القانون، كان على الرجال الذين أدينوا التعامل مع العواقب، بما في ذلك القيود المفروضة على السفر والتقدم لبعض الوظائف.
توجد برامج من هذا القبيل الآن في جميع الولايات القضائية الأخرى في أستراليا.

### الاعتذار البرلماني
في 24 مايو 2016، أصدرت حكومة فيكتوريا اعتذارا رسميا في البرلمان، لمجتمع المثليين والمثليات ومزدوجي التوجه الجنسي والمتحولين جنسيا وثنائيي الجنس وتحديدا الرجال الذين اتهموا بارتكاب جرائم جنسية مثلية في الولاية قبل إلغاء التجريم في عام 1981. قال دانيال أندروز رئيس وزراء فيكتوريا في خطاب أمام البرلمان الفيكتوري:
قال زعيم المعارضة في فيكتوريا ماثيو غاي ما يلي:

## الاعتراف القانوني بالعلاقات المثلية

### سجلات العلاقات البلدية
في أبريل 2007، أنشأت مدينة ملبورن سجل إعلان العلاقة لجميع العلاقات ومقدمي الرعاية، وأطلقت مدينة يارا سجل إعلان العلاقة في الشهر التالي بموجب البرنامج، قد يعلن شخصان أنهما شريكان وأن هذا الإعلان مسجل في سجل إعلان العلاقة. على الرغم من أن السجل لا يمنح الحقوق القانونية كما يفعل الزواج، إلا أنه يمكن استخدامه لإثبات وجود علاقة فعلية فيما يتعلق بقانون قوانين الملكية 1958، وقانون الإدارة والوصية 1958والتشريعات الأخرى التي تنطوي على شراكات منزلية. أوقفت الحكومتان المحليتان السجلات في عام 2018، بعد التشريع الفيدرالي على زواج المثليين.

### الشراكات المنزلية
منذ عام 2008، سمحت فيكتوريا للشركاء المثليين بتسجيل علاقاتهم كشراكة منزلية، يشار إليها بالتحديد في التشريع على أنها «علاقة منزلية». أقر برلمان فيكتوريا قانون العلاقات في 10 أبريل 2008 وحصل على الموافقة الملكية بعد خمسة أيام. سمح القانون، الذي قننته حكومة ستيف براكس، للشركاء المثليين بتسجيل علاقتهم بسجل المواليد والوفيات والزواج وعدّل 69 تشريعًا آخر، مما يضمن المساواة في المعاملة للعلاقات المسجلة في معظم مجالات القانون الفيكتوري. أعادت الجمعية التشريعية صياغة التعديل، رغم أنها حافظت على قدرة السجل على إجراء احتفال فيما يتعلق بالعلاقة المسجلة، وأقر البرلمان مشروع القانون في 16 فبراير 2016. تلقى مشروع القانون موافقة ملكية في 16 فبراير 2016 وأصبح «قانون تعديل العلاقات 2016». دخلت أجزاء من القانون حيز التنفيذ في 1 يوليو 2016، وهي الأجزاء التي تنص على الاعتراف الفوري بالعلاقات المنزلية التي تم عقدها في الولايات القضائية الأخرى، وأزالت متطلبات المساكنة السابقة لمدة 12 شهرًا للأزواج، وأصبحت العلاقات بحكم الأمر الواقع، وزواج المثليين في الخارج والاتحادات المدنية معترفا بها في شهادات الوفاة. بموجب أحكام بدء التشريع، دخل القانون بأكمله حيز التنفيذ في 1 أكتوبر 2016.

### تشريع الاعتراف بالعلاقات بحكم الأمر الواقع
في أغسطس 2001، عدل قانون تعديل النظام الأساسي (العلاقات) 2001 وقانون التعديل الآخر للنظام الأساسي (العلاقات) 2001 60 قانونا في فيكتوريا لإعطاء الشركاء المثليين، والذين يسمون الشركاء المنزليين، بعض الحقوق المساوية لتلك التي يتمتع بها بالأزواج بحكم الأمر الواقع، بما في ذلك الوصول إلى المستشفى، واتخاذ القرارات الطبية، والتقاعد، وحقوق الميراث، وضريبة الممتلكات، وحقوق المالك/الإيجار، وعلاج الصحة العقلية، وضحايا إجراءات الجريمة.

### اقتراح الاتحاد المدني
في مارس 2006، اقترح النائب الفيكتوري المستقل مثلي الجنس علنا، أندرو أوليكساندر، مشروع قانون عضو خاص للسماح بالشراكات المدنية في الولاية، لكن حكومة الولاية لم تسمح بصياغته بواسطة المستشار البرلماني.

## التبني وتنظيم الأسرة

### تبني المثليين للأطفال
سمح القانون الفيكتوري بتبني المثليين للأطفال منذ 1 سبتمبر 2016. في مايو 2014، وافق المؤتمر الحكومي لحزب العمال في فيكتوريا بالإجماع على تغيير في برنامج الحزب، لدعم حقوق التبني الكاملة للأزواج المثليين. بعد أن فاز حزب العمال بالحكومة في انتخابات ولاية فيكتوريا في نوفمبر 2014، وعد وزير المساواة المعين حديثًا مارتن فولي بتعديل قانون التبني لعام 1984 للسماح بتبني المثليين للأطفال. وقال فولي إن حزب العمال سوف يتصدى أيضًا لأوجه عدم المساواة الأخرى، بما في ذلك عدم قدرة أحد الشريكين على تبني الطفل البيولوجي للشريك الآخر وعدم قدرة الشركاء والأزواج المثليين على تبني طفل ولد من خلال التلقيح الصناعي. مراجعة قوانين التبني في فيكتوريا، بتكليف من المستشار البرلماني المستشار إيمون موران، تم تسليم التقرير النهائي لمجلس الوزراء في 8 مايو 2015.
تم تقديم مشروع قانون لمنح الشركاء والأزواج المثليين حقوق التبني للبرلمان في 6 أكتوبر 2015. خضع مشروع القانون لتصويت الضمير من قبل حزب المعارضة الائتلاف الليبرالي/الوطني، وافقت الجمعية التشريعية الفيكتورية على مشروع القانون بأغلبية 54 صوتا لصالح مقابل 26 صوتا ضد، مع امتناع 7 نواب عن التصويت (54-26-7). لم يصوت أي عضو ليبرالي لصالح مشروع القانون، لكن 6 من النواب ال8 عن الحزب الوطني أيدوا التشريع. تم رفع مشروع القانون إلى المجلس التشريعي. في 12 نوفمبر 2015، أقر المجلس مشروع القانون في تصويت 31 صوتا لصالح مقابل 8 أصوات ضد (31-8). على الرغم من الموافقة، فشلت الحكومة في جذب الدعم الكافي لشرط في مشروع القانون كان سيمنع المنظمات الدينية من أن تكون قادرة على رفض أوامر التبني للأزواج والشركاء المثليين، بعد أن صوت المحافظون الليبراليون/الوطنيون وبعض نواب الأحزاب الصغيرة الأخرى ضده. أفادت التقارير أن وكالة تبني واحدة فقط (العناية الكاثوليكية في فيكتوريا) قد هددت بوقف تقديم خدمات التبني إذا كانت مضطرة لمساعدة التبني للأزواج والشركاء المثليين. عاد مشروع القانون المعدل إلى الجمعية التشريعية في 9 ديسمبر 2015، حيث تم إقراره على الفور. تلقى مشروع القانون موافقة ملكية في 15 ديسمبر 2015 ودخل حيز التنفيذ في 1 سبتمبر 2016. قبل هذا الإصلاح، لم يكن من الممكن تعيين الشركاء والأزواج المثليين كآباء حاضنين أو أولياء أمر في فيكتوريا، ولم يكن لهم الحق في تبني طفل معًا، حتى لو كان هذا الطفل في رعايتهم لسنوات. استجابةً لتقرير لجنة إصلاح القوانين الفيكتورية 2007 حول التلقيح الصناعي وتأجير الأرحام والتبني، لم تعطي حكومة جون برومبي الشركاء المثليين حقوق التبني الكاملة.
منح قرار محكمة فيكتوريا العليا في عام 2010 بشأن ميثاق حقوق الإنسان والمسؤوليات 2006 المثليين والمثليات العزاب بعض حقوق التبني من خلال استنتاج أن قانون التبني 1984 في الولاية «يسمح لشخص واحد في اتحاد مثلي بالتبني»، فتح ذلك الباب أمام تبني أحد الشريكين للطفل البيولوجي للشريك الآخر لبعض الشركاء. قامت الحكومة الليبرالية التي حكمت الولاية بين 2010 و 2014 لفترة وجيزة بفحص مسألة تبني المثليين للأطفال في مراحل لاحقة من فترة حكمها، على الرغم من أن دينيس نابتين رئيس وزراء فيكتوريا أبدى الانفتاح على الإصلاح، لم يتم تناول القضية بشكل كبير من قبل تلك الحكومة.

### المساعدة في الإنجاب وتأجير الأرحام
في مايو 1988، أصبحت فيكتوريا أول ولاية في أستراليا يولد فيها طفل عن طريق استخدام التلقيح الصناعي وتأجير الأرحام. في يوليو 1988، بدأت المواد 11 و 12 و 13 من قانون العقم (الإجراءات الطبية) 1984 لمنع تكرار تأجير الأرحام في فيكتوريا، عن طريق حظر استخدام تكنولوجيا التلقيح الصناعي على النساء اللائي لم يتم تشخيصهن على أنهن مصابات بالعقم وجعل بترتيبات تأجير الأرحام التجارية وغير التجارية باطلة. بالإضافة إلى ذلك، لم يُسمح إلا للنساء المتزوجات بالحصول على علاج التلقيح الصناعي. ثم في عام 1997، سُمح للنساء في علاقات بحكم الأمر الواقع مع الرجال بالحصول على علاج التلقيح الاصطناعي بموجب «قانون (تعديل) علاج العقم 1997».
في 28 يوليو 2000، في قضية ري مكباين ضد ولاية فيكتوريا، خلص القاضي سوندبرغ من محكمة أستراليا الفيدرالية إلى أن التشريع الفيكتوري ينتهك حظر التمييز الوارد في المادة 22 من قانون التمييز على أساس الجنس. هذا يلغي أي شرط الزواج، لكنه لم يعالج بوضوح متطلبات الاحتياجات الطبية. فتح هذا القرار القانوني الباب أمام الشريكات المثليات لاستخدام إجراءات التلقيح الصناعي.
في يونيو 2007، أصدرت لجنة إصلاح القانون الفيكتوري تقريرها النهائي الذي أوصت فيه بتعديل القوانين للسماح لمزيد من الناس باستخدام تقنيات الإنجاب بالمساعدة والسماح للشركاء المثليين بالتبني والاعتراف بهم كأبوين لأطفال شركائهم. كانت التغييرات المقترحة ستعني أيضًا إجراء إصلاحات جذرية على تأجير الأرحام التي كانت مستحيلة عملياً في فيكتوريا؛ لم تعد المرأة بحاجة إلى العقم سريريًا لتكون أمًا بديلة. بالإضافة إلى ذلك، فإن الآباء والأمهات الذين لديهم أطفال عن طريق الأم البديلة سيكونون قادرين على الذهاب إلى محكمة المقاطعة والتقدم بطلب للحصول على أمر بديل عن الوالدين من أجل الاعتراف القانوني. يمكن لشهادات الميلاد استخدام كلمة الوالد بدلاً من الأم والأب.
اعتمدت فيكتوريا معظم التوصيات ال202 الصادرة عن لجنة إصلاح القانون الفيكتوري في التشريع الذي تم تقديمه إلى البرلمان في سبتمبر 2008. وهذا جعل التلقيح الاصطناعي قانونيًا لجميع النساء (باستثناء مرتكبي الجرائم الجنسية)، وأعطى أولياء أمور الأطفال البديلين، بما في ذلك الشريكات المثليات من الإناث، حقوق أطبر للأبوة. أصبح تأجير الأرحام غير التجاري قانونيا، في حين أن تأجير الأرحام التجاري سيظل غير قانوني.
صوت الجمعية التشريعية مشروع قانون المساعدة في الإنجاب 2008، بأغلبية 47 صوتًا لصالح مقابل 34 صوتًا ضد (47-34) مع تصويت جميع أعضاء التحالف ضده. بعد إقرار المجلس التشريعي بفارق صوتين فقط، تم تعديل مشروع القانون وأعيد للتصويت مرة أخرى في الجمعية التشريعية، حيث تم إقراره. تلقى مشروع القانون الموافقة الملكية في 4 ديسمبر 2008 ودخل حيز التنفيذ منذ 1 يناير 2010.

## الحماية من التمييز
منذ عام 2000، تحظر فيكتوريا التمييز على أساس التوجه الجنسي والهوية الجندرية بموجب قانون تكافؤ الفرص (الهوية الجندرية والتوجه الجنسي) 2000 - الذي عدل قانون تكافؤ الفرص 1995.
منذ عام 2010، تم إلغاء قانون تكافؤ الفرص 1995 واستعيض عنه بقانون تكافؤ الفرص 2010، الذي لا يزال يتضمن التوجه الجنسي والهوية الجندرية.
يحمي القانون الفيدرالي أيضًا الأشخاص من مجتمع الميم في فيكتوريا في شكل قانون تعديل التمييز على أساس الجنس (التوجه الجنسي، الهوية الجندرية وحالة ثنائية الجنس) 2013.
في ديسمبر 2014، وعدت حكومة العمال بإعادة كتابة قوانين تكافؤ الفرص لتزيد من صعوبة المنظمات الدينية، مثل المدارس، على التمييز ضد بعض الموظفين بسبب توجههم الجنسي ومعتقداتهم الدينية. في 31 أغسطس 2016، قدمت الحكومة مشروع قانون تعديل تكافؤ الفرص (الاستثناءات الدينية) 2016 إلى الجمعية التشريعية. عدل مشروع القانون قانون تكافؤ الفرص لعام 2010 وسعى إلى إعادة «اختبار المتطلبات المتأصلة»، والذي ينص على أنه لا يمكن لأي هيئة أو مدرسة دينية التمييز إلا ضد الموظفين في الظروف المتعلقة بتوظيف شخص يكون فيه «التوافق مع العقائد أو المعتقدات أو المبادئ الدينية للهيئة أو المدرسة شرطا متأصلا للوظيفة، وبسبب خاصية شخصية معينة، لا يلبي هذا المطلب المتأصل». تم تمرير مشروع قانون في الجمعية التشريعية بأغلبية 44 صوتا لصالح مقابل 36 صوتا ضد، مع تصويت تحالف المعارضة ضد مشروع القانون. ثم انتقل مشروع القانون إلى المجلس التشريعي، حيث بدأت مرحلة القراءة الثانية في 11 أكتوبر. تم رفض مشروع القانون من قبل المجلس في 6 ديسمبر 2016، إذ تعادل التصويت ب19 صوتًا لصالح وضد، وبذلك فشل مشروع القانون.

### مفوض الجندر والجنسانية
في يوليو 2015، أعلن وزير المساواة مارتن فولي تعيين مفوضة الجندر والجنسانية، روينا ألين. للمفوض دور واسع يهدف إلى دمج الدعوة لحقوق المثليين داخل الحكومة. تضمنت أنواع الأدوار التي خضعت في البداية لمراجعة المفوض تبسيط القوانين الفيدرالية وقوانين الولايات لضمان توافق جوازات السفر وشهادات الميلاد مع الجنس المؤكد للشخص، بالإضافة إلى تعزيز قوانين الحماية من التمييز في مكان العمل للعمال المتحولين جنسياً.

## الهوية الجندرية والتعبير عنها
تقع شهادات الميلاد ورخص القيادة ضمن الولاية القضائية للولايات، في حين أن الزواج وجوازات السفر أمران بتكفل بهما حكومة الكومنولث الفيدراية. تعترف فيكتوريا قانونيا بتحول الشخص جنسيا. في الماضي، تطلب الأمر من الشخص أولاً الخضوع لجراحة إعادة تحديد الجنس والطلاق إذا تزوج، ولكن ليس بعد الآن.

### الحماية من التمييز
الهوية الجندرية هي سمة معترف بها ومحمية بموجب قانون مناهضة التمييز الفيكتوري، مما يعني أنه لا يمكن التمييز ضد الشخص المتحول جنسياً في العمل وفي مجالات أخرى من الحياة.

### شهادات الميلاد
تصدر شهادات الميلاد عن طريق سجل الولادات والوفيات والزواج. لسنوات عديدة، اشترط القانون الفيكتوري أن يكون الشخص غير متزوج من أجل تغيير الجنس المسجل في شهادته. تم تعيين وجوب إلغاء هذا الشرط قبل ديسمبر 2018 بعد تشريع زواج المثليين في أستراليا في عام 2017. عدل البرلمان الفيكتوري قانون الولاية بهذا المعنى في مايو 2018.

### جهود الإصلاح الفاشلة في عام 2016
في آب/أغسطس 2016، سعت حكومة دانيال أندروز العمالية إلى إصدار تشريع يلغي متطلبات عدم الزواج وأيضاً شرط أن يخضع الأشخاص المتحولين جنسياً لجراحة إعادة تحديد الجنس قبل تعديل شهادة ميلادهم. إذا تم إقراره، كان التشريع سيسمح للآباء بتغيير خانة الجنس لطفلهم، بموافقة مستنيرة للطفل وكذلك تبسيط التصحيحات الإدارية الحالية للأشخاص المتحولين جنسياً. تم تقديم مشروع قانون تعديل المواليد والوفيات والزواج 2016 إلى البرلمان في 18 أغسطس 2016، وتم تمريره من الجمعية التشريعية في 18 سبتمبر 2016 بأغلبية 45 صوتًا مقابل 35 (45-35). تم رفع مشروع القانون إلى المجلس التشريعي، أين رفضه من المجلس في 6 ديسمبر 2016، بعد تعادل التصويت 19-19، وبذلك فشل مشروع القانون.

### إزالة شرط عدم الزواج
في مارس 2018، سعت الحكومة لمعالجة شرط عدم الزواج. أدخلت مشروع قانون تعديل قانون العدالة (الوصول إلى العدالة) 2018 في 27 مارس 2018، والذي ألغى الشرط عدم الزواج من قانون الولاية. ولكن تم الإبقاء على شرط جراحة إعادة تحديد الجنس.
تم إقرار مشروع القانون في البرلمان في 22 مايو 2018. تلقى مشروع القانون موافقة ملكية في 29 مايو 2018، ودخل جزء من القانون المتعلق بشهادات الميلاد حيز التنفيذ في 12 أكتوبر 2018.

### تشريعات عام 2019
بعد العودة إلى السلطة في انتخابات نوفمبر 2018، أعادت الحكومة تقديم تشريع يلغي شرط جراحة إعادة تحديد الجنس. يسمح التشريع لمقدمي الطلبات بأن يرشحوا الجنس المدرج في شهادة ميلادهم على أنهم ذكر أو أنثى أو أي واصف آخر «متنوع»(بالإنجليزية: diverse)‏ أو «غير ثنائي» (بالإنجليزية: non-binary)‏ من اختيارهم. يمكن للأطفال أيضًا تقديم طلب لتغيير الجنس في شهادتهم، ولكن فقط بدعم آبائهم وبيان داعم من طبيب أو طبيب نفساني أو شخص آخر. شمل مشروع القانون تضمين عملية الموافقة، للمخالفين والمجرمين الذين يغيرون اسمهم، حيث تحتاج السلطة المشرفة إلى النظر في مدى معقولية الطلب، وقضايا الأمن والرفاهية المرتبطة به.
تم تقديم التشريع إلى البرلمان في 18 يونيو وتمت الموافقة عليه في الجمعية التشريعية في 15 أغسطس 2019 بأغلبية 56 صوتًا مقابل 27 (56-27). تم رفع مشروع القانون إلى المجلس التشريعي، حيث تم تمريره في 27 أغسطس 2019 بأغلبية 26 صوتًا لصالح مقابل 14 صوتا ضد (26-14). تلقى التشريع موافقة ملكية في 3 سبتمبر 2019 وسيدخل حبز التنفيذ في موعد لا يتجاوز 1 مايو 2020. تمت مناقشة مشروع القانون على أسس حزبية في البرلمان. إذ دعمه حزب العمال، وحزب الخضر وبعض المستقلين، صوت نواب التحالف الليبرالي/الوطني ضد التشريع، مشيرين إلى مخاوف مزعومة فيما يتعلق بسلامة النساء في بعض الأماكن وإمكانية إساءة استخدام المتقدمين للنظام.

## حقوق ثنائيي الجنس
في يونيو 2016، أشارت المنظمة الدولية لحقوق الإنسان لثنائيي الجنس أستراليا إلى بيانات متناقضة صادرة عن إقليم العاصمة الأسترالية والحكومات الأسترالية الأخرى، مما يوحي بأن كرامة وحقوق المثليين معترف بها مع استمرار الممارسات الضارة بالأطفال ثنائيي الجنس.
في مارس 2017، شارك ممثلون عن مجموعة دعم متلازمة نقص الأندروجين في أستراليا ومنظمة ثنائيي الجنس الدولية الأسترالية شارك في «بيان دارلينغتون» التوافقي الأسترالي أوتياروا/النيوزيلندي من قبل منظمات المجتمع ثنائيي الجنس وغيرها. يدعو البيان إلى الإصلاح القانوني، بما في ذلك تجريم التدخلات الطبية التي يمكن تأجيلها للأطفال ثنائيي الجنس، وتحسين الوصول إلى دعم الأقران. وتدعو إلى وضع حد للتصنيف القانوني للجنس، وذكرت أن التصنيفات القانونية الثالثة، مثل التصنيفات الثنائية للجنس، كانت قائمة على العنف الهيكلي وفشلت في احترام التنوع و«حق تقرير المصير»

## علاج التحويل
في فبراير 2016، أعلنت الحكومة أنها ستقدم على الفور تشريعًا «لاتخاذ إجراءات صارمة» ضد علاج التحويل للمثليين في الولاية. في 9 فبراير 2016، تم تقديم مشروع قانون الشكاوى الصحية 2016 إلى مجلس النواب في البرلمان الفيكتوري. ينشئ مشروع القانون مفوض شكاوى صحية يتمتع بسلطات متزايدة لاتخاذ إجراءات ضد هذه المجموعات؛ هذه الصلاحيات تتراوح بين إصدار تحذيرات عامة وحظرها من الممارسة المهنية في فيكتوريا. أقرت الجمعية التشريعية مشروع القانون في 25 فبراير 2016، ومرره المجلس التشريعي في 14 أبريل 2016، مع تعديلات طفيفة، وعاد مشروع القانون إلى الجمعية التشريعية مع التعديلات المرفقة والتي مررتها في 27 أبريل 2016. حصل مشروع القانون على الموافقة الملكية في 5 مايو 2016، ودخل حيز التنفيذ في 1 فبراير 2017. ينشئ القانون هيئة مراقبة صحية جديدة في الولاية، والتي تمنح المفوض صلاحيات لإصدار حظر مؤقت أو دائم على مقدمي الخدمات الصحية الذين ليسوا مسجلين بموجب القانون مثل تلك التي توفر «علاج التحويل للمثليين». تم إطلاق تحقيق محدد ومستهدف من قبل هيئة الرقابة في الممارسة في مايو 2018، مما أثار شبح العقوبة المالية والملاحقة الجنائية للمارقين.
في فبراير 2019، أعلنت حكومة العمل التي أعيد انتخابها حديثًا أنها ستقدم تشريعات في وقت لاحق من شأنها أن تدين بوضوح وبشكل لا لبس فيه ممارسات التحويل وتحظرها في القانون - بناءً على توصية صادرة عن مفوض الشكاوى الصحية.

## ملخص
| قانونية النشاط الجنسي المثلي                                                                  | (منذ عام 1981: بين الرجال، كان دوما قانوني بين النساء)      |
| المساواة في السن القانوني للنشاط الجنسي                                                       | (منذ عام 1991)                                              |
| قوانين الإقليم لمكافحة التمييز على أساس التوجه الجنسي                                         | (منذ عام 2000)                                              |
| قوانين الولاية لمكافحة التمييز على أساس الهوية الجندرية أو التعبير عنها                       | (منذ عام 2000)                                              |
| قوانين جرائم الكراهية تشمل التوجه الجنسي                                                      | Yes                                                         |
| قوانين جرائم الكراهية تشمل الهوية الجندرية أو التعبير عنها                                    | Yes                                                         |
| قانون مناهضة تشويه السمعة                                                                     | (في الانتظار)                                               |
| زواج المثليين                                                                                 | (منذ عام 2017)                                              |
| الاعتراف القانوني بالعلاقات المثلية                                                           | (منذ عام 2001)                                              |
| تبني أحد الشريكين للطفل البيولوجي للشريك الآخر                                                | (منذ عام 2016)                                              |
| التبني المشترك للأزواج المثليين                                                               | (منذ عام 2016)                                              |
| يسمح للمثليين والمثليات ومزدوجي التوجه الجنسي والمتحولين جنسيا بالخدمة علناً في القوات المسلحة | Yes                                                         |
| الحق بتغيير الجنس القانوني دون الحاجة إلى إجراء جراحة إعادة تحديد الجنس                       | (منذ عام 2020)                                              |
| علاج التحويل محظور على القاصرين                                                               | (منذ عام 2016) الولاية القضائية الأولى والوحيدة في أستراليا |
| برنامج إلغاء الإدانات التاريخية                                                               | (منذ عام 2015)                                              |
| إلغاء الدفاع عند الذعر من المثليين                                                            | (منذ عام 2005)                                              |
| الحصول على أطفال أنابيب للمثليات                                                              | (منذ عام 2000)                                              |
| الأمومة التلقائية للطفل بعد الولادة                                                           | (منذ عام 2010)                                              |
| تأجير الأرحام التجاري للأزواج المثليين من الذكور                                              | (غير قانوني للأزواج المغايرين كذلك)                         |
| تأجير الأرحام غير التجاري للأزواج المثليين من الذكور                                          | (منذ عام 2010)                                              |
| السماح للرجال الذين مارسوا الجنس الشرجي التبرع بالدم                                          | / (بعد فترة تأجيل لمدة عام واحد؛ على عموم أستراليا          |